# نوموس (جامعه‌شناسی)
نوموس در جامعه‌شناسی (به انگلیسی: Nomos (sociology)); (جمع: «nomoi») یک عادت یا رسم رفتار اجتماعی و سیاسی است که از نظر اجتماعی ساخته شده و از نظر تاریخی خاص است. این نه تنها به قوانین صریح بلکه به تمام قوانین و اشکال عادی اشاره دارد که مردم در فعالیت‌های روزانه خود بدیهی می‌دانند. از آنجا که بیانگر نظمی است که توسط کسانی که تحت صلاحیت آن هستند تأیید شده و برای آنها الزام‌آور است، یک ساختار اجتماعی با ابعاد اخلاقی است.

## پس زمینه
نوموس اصطلاح یونانی باستان برای هنجارهای اجتماعی یونانیان است. این مبنای ادعاهای ادبی مبنی بر تفاوت یا برتری اخلاقی یونانیان با قبایل جنگجو و خونخوار تراکی‌ها بود که به مستی نامتعادل، بداخلاقی و تمایلات جنسی غیرقابل مهار متهم بودند.

## کارل اشمیت
کارل اشمیت در سال ۱۹۳۴ در انتشارات خود از این اصطلاح در مورد سه نوع تفکر حقوقی استفاده کرد: برای بیان نظم مشخص یک قوم. او بعدها در سال ۱۹۵۰ استفاده از آن را در کتاب نوموس زمین در حقوق بین‌الملل حقوق عمومی اروپا گسترش داد.

## پیتر برگر
بعد از اشمیت، نویسنده بانفوذ بعدی که این اصطلاح را در زمینه مدرن به کار برد، پیتر برگر است. برگر از انسان‌هایی می‌نویسد که با فعالیت خود دنیایی را می‌سازند.: 5  برگر این اتفاق را از طریق یک چرخه سه‌گانه مستمر بین افراد و جامعه می‌بیند: بیرونی‌سازی، عینی‌سازی و درونی‌سازی.
دنیایی که به این شکل ساخته شده نظمی دارد—مجموعه ای از اصول — که از طریق برونی سازی و عینی سازی توسط افراد برای جامعه خوانده می‌شود و در هر فردی نیز درونی می‌شود؛ بنابراین، این نظم فرض می‌شود، دربارهٔ آن صحبت می‌شود و در گفتمان اجتماعی قرار می‌گیرد تا به عنوان عقل سلیم تلقی شود. این نظم دهی جهان و تجربه، که یک فرایند شرکتی و اجتماعی و همچنین فردی است، یک نوموس است.
برگر می‌نویسد از نوموس اجتماعی مستقر که به عنوان سپری در برابر ترور درک می‌شود. به عبارت دیگر مهم‌ترین کارکرد جامعه نامزدی است.: 22  همه ما به این ساختار ساختاری نیاز داریم: ثبات و پیش‌بینی‌پذیری را برای ما فراهم می‌کند. یک چارچوب مرجع که در آن زندگی کنید. جایگزین، هرج و مرج و وحشت چیزی است که برگر آنومی می‌نامد.

برای مؤثرتر بودن، نوموس باید بدیهی تلقی شود. ساختار جهان ایجاد شده توسط فعالیت‌های انسانی و اجتماعی نه به صورت احتمالی، بلکه به عنوان بدیهی تلقی می‌شود:: 24–5 
 هر گاه نوموس از نظر اجتماعی به این کیفیت دست یابد که بدیهی انگاشته شود، معانی آن با معانی بنیادی ذاتی جهان ادغام می‌شود.
 برگر این اتفاق را در همه جوامع می‌بیند. در حالی که در «جوامع باستانی» نام با اصطلاحات دینی بیان می‌شود، «در جامعه معاصر، این کیهان‌سازی باستانی جهان اجتماعی احتمالاً شکل گزاره‌های «علمی» دربارهٔ ماهیت انسان‌ها را به خود می‌گیرد تا ماهیت جهان.: 25  بنابراین، در حالی که بیان آن اغلب مذهبی بوده‌است، این فرایند جهان سازی لزوماً به خودی خود مذهبی نیست.

بعدها، برگر نقشی را بررسی می‌کند که باور دینی در نومی ایفا کرده‌است: ارتباطی با کیهان فراهم می‌کند و به دنبال ارائه کاملی به آن جهان بینی دینی است.
 هر جامعه بشری بنای معانی بیرونی و عینی شده‌است که همواره یک کلیت معنادار را در نظر دارد. هر جامعه ای درگیر کار هرگز کامل نشده ساختن جهانی معنادار انسانی است. کیهان‌سازی متضمن هم‌ذات پنداری این جهان معنادار انسانی با جهان است، که اولی اکنون در دومی استوار است، آن را منعکس می‌کند یا در ساختارهای بنیادی‌اش از آن مشتق می‌شود. چنین کیهانی، به عنوان زمینه نهایی و اعتبار نوموی انسانی، لزوماً نباید مقدس باشد. به‌ویژه در دوران مدرن، تلاش‌های کاملاً سکولار برای کیهان‌سازی صورت گرفته‌است، که در میان آنها علم مدرن به مراتب مهم‌ترین است. با این حال، به جرات می‌توان گفت که در اصل، همه کیهان سازی‌ها دارای یک ویژگی مقدس بودند.: 27 

## رابرت کاور
به‌طور کلی تصور می‌شود نقطه عطف بعدی در استفاده از این اصطلاح، رابرت کاور باشد با مقاله تأثیرگذار نوموس و روایت در سال 1982. استفاده او از این اصطلاح ریشه در استدلال برگر دارد که نوموس نیاز به اسطوره و روایت دارد، به عنوان ستون‌هایی برای درک معنای هر عمل در یک نوموس خاص.
کاور استدلال می‌کند، در حالی که مکانیسم‌های قانون و کنترل اجتماعی بخشی از حقوق هستند، دانشجویان حقوق و بازیگران حقوقی باید به جای آن بر جهان هنجاری یعنی کل ابزار کنترل اجتماعی تمرکز کنند. مانند برگر، کاور ناموس را در «روایت» یا آنچه که پساساختارگرا «فراروایت» می‌خواند، ریشه می‌دهد. کاور استدلال می‌کند هیچ مجموعه‌ای از نهادهای قانونی جدا از روایاتی وجود ندارد که به آن مکان می‌دهند و به آن معنا می‌بخشند.
او استدلال می‌کند این به خاطر این واقعیت است که حس اخلاقی ما از روایت‌هایی تشکیل شده‌است که از آنها نتیجه می‌گیریم و به وسیله آنها خود را در ارتباط با افراد دیگر قرار می‌دهیم. چون روایت، اخلاق است، جهان هنجاری باید بر روایت تکیه کند. از آنجایی که ما همچنین دیدگاه خود را از جهان به صورت فیزیکی از روی روایت می‌سازیم، کاور استدلال می‌کند که جهان هنجاری به اندازه جهان فیزیکی بخشی از وجود ماست.
سپس کاور یک استدلال ادغام ارائه می‌دهد: همان‌طور که ما پاسخ‌های پیچیده‌تری نسبت به دنیای فیزیکی ایجاد می‌کنیم، توسعه پاسخ‌های ما به «دیگری» نیز در طول زمان مشروط به تعامل است. از این، او استدلال می‌کند جوامعی که نظام‌های حقوقی بزرگی دارند بیش از مهارت‌های رسمی و فنی، بلکه بر غنای درک خود از جهان هنجاری تکیه دارند.
او استدلال می‌کند رابطه صریح بین دستگاه رسمی یک جامعه، در این مورد یک جامعه قانونی، و محدوده هنجاری رفتار، نقطه اتکا برای درک اینکه آیا جامعه کارآمد است یا نه.